# Суворовский район (Ставропольский край)
Суворовский район — административно-территориальная единица в составе Терского округа и Ставропольского края, существовавшая в 1924—1928 и 1934—1957 годах. Центр — станица Суворовская.

## История
Суворовский район был образован 1924 года в составе Терского округа Северо-Кавказского края. Упразднён в 1928 году. Постановлением ВЦИК от 10 апреля 1934 г. центр Ессентукского района — г. Ессентуки в месте с Ессентукским, Винсадовским, Этоцким и Юцким сельсоветами выделены из состава района в самостоятельную административную единицу Северо-Кавказского края, тем же постановлением центр района перенесен в станицу Суворовскую, а Ессентукский район переименован в Суворовский. Упразднён в 1957 году, а территория передана частью в Ессентукский горсовет, а частью в Минераловодский район.

## Население
По переписи 1926 г. в районе проживало 29846 человек, в том числе 14111 мужчин и 15735 женщин. Национальный состав: малороссы, великороссы и армяне.

## Территориальное деление
На начало 1927 года район состоял из 5 сельсоветов:
| Сельсовет       | Населённый пункт     | Тип населённого пункта         | Население по переписи 1926 г. | Преобладающая национальность |
| --------------- | -------------------- | ------------------------------ | ----------------------------- | ---------------------------- |
| Суворовский     | Суворовская          | станица                        | 10344                         | великороссы                  |
|                 | Ластивка             | хутор                          | 54                            | малороссы                    |
|                 | Дарьинский           | хутор                          | 189                           | великороссы                  |
|                 | Правокумский         | хутор                          | 63                            | малороссы                    |
| Бекешевский     | Бекешевская          | станица                        | 8895                          | малороссы                    |
|                 | Гинеевский           | хутор                          | 262                           | малороссы                    |
|                 | Сычев                | хутор                          | 286                           | малороссы                    |
|                 | Выселок Ильича       | хутор                          | 209                           | малороссы                    |
|                 | Крым                 | хутор                          | 116                           | малороссы                    |
|                 | Холодный родник      | хутор                          | 187                           | малороссы                    |
|                 | Никандричев          | хутор                          | 26                            | малороссы                    |
| Воровсколесский | Воровсколесская      | станица                        | 6502                          | малороссы                    |
|                 | Родниковский         | хутор                          | 189                           | малороссы                    |
|                 | Обильный             | хутор                          | 72                            | малороссы                    |
| Гражданский     | 1-й Гражданский      | посёлок                        | 796                           | малороссы                    |
|                 | 2-й Гражданский      | посёлок                        | 498                           | армяне                       |
|                 | Ленинские Горки      | Тов. по совместн. обраб. земли | 183                           | малороссы                    |
|                 | Совхоз им. К. Маркса | совхоз                         | 270                           | малороссы                    |
| Сунженский      | Сунженская           | станица                        | 705                           | великороссы                  |